# Salteras
Salteras est une commune située dans la province de Séville de la communauté autonome d’Andalousie en Espagne.

## Géographie
Salteras est située à 12 km de Séville.

## Démographie
| 1996  | 1998  | 1999  | 2000  | 2001  | 2002  | 2003  | 2004  | 2005  |
| ----- | ----- | ----- | ----- | ----- | ----- | ----- | ----- | ----- |
| 2.875 | 2.913 | 2.986 | 3.064 | 3.227 | 3.391 | 3.611 | 3.708 | 4.142 |

## Administration
| Période                                  | Période | Identité | Étiquette | Qualité |
| ---------------------------------------- | ------- | -------- | --------- | ------- |
| N/A                                      | N/A     | N/A      | N/A       | Maire   |
| Les données manquantes sont à compléter. |         |          |           |         |

## Sources
- (es) Cet article est partiellement ou en totalité issu de l’article de Wikipédia en espagnol intitulé « Morón de la Frontera » (voir la liste des auteurs).